# Diadjibine Gandéga
Diadjibine Gandéga es una comuna o municipio del departamento de M'Bout, en la región de Gorgol, en Mauritania. En marzo de 2013 presentaba una población censada de 10 597 habitantes.
Se encuentra ubicada al suroeste del país, sobre el desierto del Sahara, cerca de la frontera con Senegal.